# 東京都第24区
東京都第24区（とうきょうとだい24く）は、日本の衆議院議員総選挙における選挙区。1994年（平成6年）の公職選挙法改正で設置。

## 区域

### 現在の区域
2022年（令和4年）公職選挙法改正以降の区域は以下のとおりである。一部は21区に移行した。
- 八王子市（おおむね旧由木村域を除いた地域[4]）
  - 横山町、八日町、八幡町、八木町、追分町、千人町1〜4丁目、日吉町、元本郷町1〜4丁目、平岡町、本郷町、大横町、本町、元横山町1〜3丁目、田町、新町、明神町1〜4丁目、子安町1〜4丁目、東町、旭町、三崎町、中町、南町、寺町、万町、上野町、天神町、南新町、小門町、台町1〜4丁目、中野町、暁町1〜3丁目、中野山王1〜3丁目、中野上町1〜5丁目、大和田町1〜7丁目、富士見町、緑町、清川町、東浅川町、初沢町、高尾町、南浅川町、西浅川町、裏高尾町、廿里町、中山519・523〜526・819〜830・842・875〜878・880〜1148・1156・1219・1221番地、鑓水339〜345・364〜371・396番地、並木町、散田町1〜5丁目、山田町、めじろ台1〜4丁目、長房町、城山手1・2丁目、狭間町、椚田町、館町、寺田町、大船町、大楽寺町、上壱分方町、諏訪町、四谷町、叶谷町、泉町、横川町、弐分方町、川町、元八王子町1〜3丁目、下恩方町、上恩方町、西寺方町、小津町、川口町、上川町、犬目町、楢原町、美山町、尾崎町、左入町、滝山町1・2丁目、梅坪町、谷野町、みつい台1・2丁目、丹木町1〜3丁目、加住町1・2丁目、宮下町、戸吹町、高月町、小比企町、片倉町、西片倉1〜3丁目、宇津貫町、みなみ野1〜6丁目、兵衛1・2丁目、七国1〜6丁目、北野町、打越町、北野台1〜5丁目、長沼町、絹ケ丘1〜3丁目、高倉町、石川町、宇津木町、平町、小宮町、久保山町1・2丁目、大谷町、丸山町

### 2017年から2022年までの区域
2017年（平成29年）公職選挙法改正から2022年の小選挙区改定までの区域は以下のとおりである。2015年（平成27年）の国勢調査で八王子市内の日本国民の人口が人口最少選挙区の人口の2倍を上回るため、2017年の区割り変更により一部が21区に移行した。
- 八王子市（21区に属する東中野、大塚以外の地域）
  - 横山町、八日町、八幡町、八木町、追分町、千人町1〜4丁目、日吉町、元本郷町1〜4丁目、平岡町、本郷町、大横町、本町、元横山町1〜3丁目、田町、新町、明神町1〜4丁目、子安町1〜4丁目、東町、旭町、三崎町、中町、南町、寺町、万町、上野町、天神町、南新町、小門町、台町1〜4丁目、中野町、暁町1〜3丁目、中野山王1〜3丁目、中野上町1〜5丁目、大和田町1〜7丁目、富士見町、緑町、清川町、東浅川町、初沢町、高尾町、南浅川町、西浅川町、裏高尾町、廿里町、下柚木、下柚木2・3丁目、上柚木、上柚木2・3丁目、中山、越野、南陽台1〜3丁目、堀之内、堀之内2・3丁目、鹿島、松が谷、鑓水、鑓水2丁目、南大沢1〜5丁目、松木、別所1・2丁目、並木町、散田町1〜5丁目、山田町、めじろ台1〜4丁目、長房町、城山手1・2丁目、狭間町、椚田町、館町、寺田町、大船町、大楽寺町、上壱分方町、諏訪町、四谷町、叶谷町、泉町、横川町、弐分方町、川町、元八王子町1〜3丁目、下恩方町、上恩方町、西寺方町、小津町、川口町、上川町、犬目町、楢原町、美山町、尾崎町、左入町、滝山町1・2丁目、梅坪町、谷野町、みつい台1・2丁目、丹木町1〜3丁目、加住町1・2丁目、宮下町、戸吹町、高月町、小比企町、片倉町、西片倉1〜3丁目、宇津貫町、みなみ野1〜6丁目、兵衛1・2丁目、七国1〜6丁目、北野町、打越町、北野台1〜5丁目、長沼町、絹ケ丘1〜3丁目、高倉町、石川町、宇津木町、平町、小宮町、久保山町1・2丁目、大谷町、丸山町

### 2017年以前の区域
1994年（平成6年）公職選挙法改正から2017年の小選挙区改定までの区域は以下のとおりである。
- 八王子市

## 歴史
創価大学など創価学会関連の施設が点在する八王子市のほぼ全域で一つの選挙区をなす。小選挙区制移行後初の選挙となった1996年の第41回衆議院議員総選挙では、東京都議であった自民党公認の小林多門が、公明党から新進党に合流した高木陽介、旧民主党公認の新人阿久津幸彦らを破り、初当選を果たした。高木は党の選挙方針で比例重複を行っていなかったため落選し、次回の第42回衆議院議員総選挙以降は、比例東京ブロックの単独候補に転出した。
2000年の第42回衆議院議員総選挙においては、民主党公認の阿久津が小林を破り、初当選した。2003年の総選挙では、自民党の公認を得た小林と同じ都議出身の萩生田光一と民主党前職の阿久津が大接戦を繰り広げ、およそ2,000票差で萩生田が競り勝った（阿久津も比例復活当選）。2005年の総選挙では萩生田が阿久津に4万票以上の差をつけ当選し、阿久津は比例復活も出来ず、議席を失った。2009年の総選挙では、全国的な民主党圧勝の波のなか、阿久津が萩生田に約2万7000票の差をつけ選挙区で返り咲き、萩生田は比例復活も出来ず、議席を失った。その後、2012年の総選挙では、自民党大勝を受けて萩生田が返り咲き、阿久津が落選。ここまで萩生田・阿久津がほぼ交互に小選挙区で当選してきたが、2014年の総選挙からは萩生田が小選挙区で連勝している。
萩生田は清和会であり政治資金問題を受けた2024年の八王子市長選では推薦候補の初宿和夫が野党系候補（滝田泰彦　元東京都議会議員：立憲民主党、共産党、社民党、地域政党の生活者ネットワークが支持）の猛追を受けた。その滝田は続く都知事選と同日実施の都議補選で当選し、萩生田の推した候補は落選した。
2024年の総選挙では萩生田は政治資金問題の影響で非公認となり、立憲民主党から立候補した有田芳生に迫られたが勝利した（有田も比例復活。阿久津は2021年の選挙から東京11区から出馬していたが、同様の理由で非公認となった下村博文を破り小選挙区で当選した）。

## 選出議員
| 選挙名                 | 年     | 当選者     | 党派       |
| ---------------------- | ------ | ---------- | ---------- |
| 第41回衆議院議員総選挙 | 1996年 | 小林多門   | 自由民主党 |
| 第42回衆議院議員総選挙 | 2000年 | 阿久津幸彦 | 民主党     |
| 第43回衆議院議員総選挙 | 2003年 | 萩生田光一 | 自由民主党 |
| 第44回衆議院議員総選挙 | 2005年 | 萩生田光一 | 自由民主党 |
| 第45回衆議院議員総選挙 | 2009年 | 阿久津幸彦 | 民主党     |
| 第46回衆議院議員総選挙 | 2012年 | 萩生田光一 | 自由民主党 |
| 第47回衆議院議員総選挙 | 2014年 | 萩生田光一 | 自由民主党 |
| 第48回衆議院議員総選挙 | 2017年 | 萩生田光一 | 自由民主党 |
| 第49回衆議院議員総選挙 | 2021年 | 萩生田光一 | 自由民主党 |
| 第50回衆議院議員総選挙 | 2024年 | 萩生田光一 | 無所属     |

## 選挙結果
時の内閣：第1次石破内閣 解散日：2024年10月9日 公示日：2024年10月15日
当日有権者数：37万9672人 最終投票率：56.48%（前回比：0.29%） （全国投票率：53.85%（2.08%））
| 当落 | 候補者名   | 年齢 | 所属党派     | 新旧 | 得票数   | 得票率 | 惜敗率 | 推薦・支持                 | 重複 |
| ---- | ---------- | ---- | ------------ | ---- | -------- | ------ | ------ | -------------------------- | ---- |
| 当   | 萩生田光一 | 61   | 無所属       | 前   | 79,216票 | 38.65% | ――     | 自由民主党八王子総支部推薦 | ×    |
| 比当 | 有田芳生   | 72   | 立憲民主党   | 新   | 71,683票 | 34.97% | 90.49% | 社会民主党東京都連合推薦   | ○    |
|      | 浦川祐輔   | 31   | 国民民主党   | 新   | 24,653票 | 12.03% | 31.12% |                            | ○    |
|      | 佐藤由美   | 52   | 日本維新の会 | 新   | 18,501票 | 9.03%  | 23.36% |                            | ○    |
|      | 與倉さゆり | 40   | 参政党       | 新   | 8,678票  | 4.23%  | 10.95% |                            |      |
|      | 畑尻文夫   | 69   | 無所属       | 新   | 2,251票  | 1.10%  | 2.84%  |                            | ×    |

- 有田は第45回は新党日本公認で東京都第11区から立候補したが落選。後に民主党に移籍し、第22回参議院議員通常選挙に比例区から立候補し当選。2期務めた後、第49回の補選は山口県第4区から立憲民主党公認で立候補したが落選。

時の内閣：第1次岸田内閣 解散日：2021年10月14日 公示日：2021年10月19日
当日有権者数：46万3096人 最終投票率：56.77%（前回比：1.56%） （全国投票率：55.93%（2.25%））
| 当落 | 候補者名   | 年齢 | 所属党派   | 新旧 | 得票数    | 得票率 | 惜敗率 | 推薦・支持 | 重複 |
| ---- | ---------- | ---- | ---------- | ---- | --------- | ------ | ------ | ---------- | ---- |
| 当   | 萩生田光一 | 58   | 自由民主党 | 前   | 149,152票 | 58.55% | ――     | 公明党推薦 | ○    |
|      | 佐藤由美   | 49   | 国民民主党 | 新   | 44,546票  | 17.49% | 29.87% |            | ○    |
|      | 吉川穂香   | 26   | 日本共産党 | 新   | 44,474票  | 17.46% | 29.82% |            |      |
|      | 朝倉玲子   | 62   | 社会民主党 | 新   | 16,590票  | 6.51%  | 11.12% |            | ○    |

時の内閣：第3次安倍第3次改造内閣 解散日：2017年9月28日 公示日：2017年10月10日
当日有権者数：46万468人 最終投票率：55.21%（前回比：0.18%） （全国投票率：53.68%（1.02%））
| 当落 | 候補者名   | 年齢 | 所属党派   | 新旧 | 得票数    | 得票率 | 惜敗率 | 推薦・支持 | 重複 |
| ---- | ---------- | ---- | ---------- | ---- | --------- | ------ | ------ | ---------- | ---- |
| 当   | 萩生田光一 | 54   | 自由民主党 | 前   | 122,331票 | 49.32% | ――     | 公明党推薦 | ○    |
|      | 高橋斉久   | 44   | 立憲民主党 | 新   | 61,441票  | 24.77% | 50.23% |            | ○    |
|      | 吉羽美華   | 37   | 希望の党   | 新   | 39,892票  | 16.08% | 32.61% |            | ○    |
|      | 飯田美弥子 | 57   | 日本共産党 | 新   | 24,349票  | 9.82%  | 19.90% |            | ○    |

- 吉羽は第46回は大阪府第1区から民主党公認で立候補したが落選。第23回参議院議員通常選挙は大阪府選挙区から新党大地公認で立候補したが落選。2019年4月の寝屋川市議会選挙に無所属で立候補し、復帰当選。

時の内閣：第2次安倍改造内閣 解散日：2014年11月21日 公示日：2014年12月2日
当日有権者数：45万6057人 最終投票率：55.39%（前回比：6.83%） （全国投票率：52.66%（6.66%））
| 当落 | 候補者名   | 年齢 | 所属党派   | 新旧 | 得票数    | 得票率 | 惜敗率 | 推薦・支持           | 重複 |
| ---- | ---------- | ---- | ---------- | ---- | --------- | ------ | ------ | -------------------- | ---- |
| 当   | 萩生田光一 | 51   | 自由民主党 | 前   | 126,024票 | 51.69% | ――     | 公明党推薦           | ○    |
|      | 阿久津幸彦 | 58   | 民主党     | 元   | 71,212票  | 29.21% | 56.51% | 維新の党都総支部推薦 | ○    |
|      | 市川克宏   | 40   | 日本共産党 | 新   | 32,887票  | 13.49% | 26.10% |                      |      |
|      | 藤井義裕   | 39   | 次世代の党 | 新   | 13,680票  | 5.61%  | 10.86% |                      | ○    |

- 阿久津は第48回は立憲民主党公認で比例東北ブロック単独で立候補し当選。第49回から東京都第11区で活動（第50回は当選）。

時の内閣：野田第3次改造内閣 解散日：2012年11月16日 公示日：2012年12月4日
当日有権者数：45万5220人 最終投票率：62.22%（前回比：6.25%） （全国投票率：59.32%（9.96%））
| 当落 | 候補者名   | 年齢 | 所属党派     | 新旧 | 得票数    | 得票率 | 惜敗率 | 推薦・支持   | 重複 |
| ---- | ---------- | ---- | ------------ | ---- | --------- | ------ | ------ | ------------ | ---- |
| 当   | 萩生田光一 | 49   | 自由民主党   | 元   | 121,433票 | 44.22% | ――     | 公明党推薦   | ○    |
|      | 阿久津幸彦 | 56   | 民主党       | 前   | 60,784票  | 22.13% | 50.06% | 国民新党推薦 | ○    |
|      | 小林弘幸   | 40   | みんなの党   | 新   | 40,922票  | 14.90% | 33.70% |              | ○    |
|      | 藤井義裕   | 37   | 日本維新の会 | 新   | 30,042票  | 10.94% | 24.74% |              | ○    |
|      | 峯岸益生   | 64   | 日本共産党   | 新   | 21,448票  | 7.81%  | 17.66% |              |      |

- 小林弘幸は元職小林多門の息子。第48回は立憲民主党公認で山梨県第2区から立候補したが落選。

時の内閣：麻生内閣 解散日：2009年7月21日 公示日：2009年8月18日
当日有権者数：44万8401人 最終投票率：68.47%（前回比：1.69%） （全国投票率：69.28%（1.77%））
| 当落 | 候補者名   | 年齢 | 所属党派   | 新旧 | 得票数    | 得票率 | 惜敗率 | 推薦・支持 | 重複 |
| ---- | ---------- | ---- | ---------- | ---- | --------- | ------ | ------ | ---------- | ---- |
| 当   | 阿久津幸彦 | 53   | 民主党     | 元   | 148,719票 | 49.45% | ――     |            | ○    |
|      | 萩生田光一 | 45   | 自由民主党 | 前   | 121,867票 | 40.52% | 81.94% | 公明党推薦 | ○    |
|      | 長谷川暁   | 37   | 日本共産党 | 新   | 26,392票  | 8.78%  | 17.75% |            |      |
|      | 小野沢智子 | 55   | 幸福実現党 | 新   | 3,762票   | 1.25%  | 2.53%  |            |      |

時の内閣：第2次小泉改造内閣 解散日：2005年8月8日 公示日：2005年8月30日
当日有権者数：43万4174人 最終投票率：66.78%（前回比：6.69%） （全国投票率：67.51%（7.65%））
| 当落 | 候補者名   | 年齢 | 所属党派   | 新旧 | 得票数    | 得票率 | 惜敗率 | 推薦・支持 | 重複 |
| ---- | ---------- | ---- | ---------- | ---- | --------- | ------ | ------ | ---------- | ---- |
| 当   | 萩生田光一 | 42   | 自由民主党 | 前   | 150,552票 | 53.15% | ――     |            | ○    |
|      | 阿久津幸彦 | 49   | 民主党     | 前   | 106,459票 | 37.59% | 70.71% |            | ○    |
|      | 長谷川暁   | 33   | 日本共産党 | 新   | 26,233票  | 9.26%  | 17.42% |            |      |

時の内閣：第1次小泉第2次改造内閣 解散日：2003年10月10日 公示日：2003年10月28日
当日有権者数：42万5377人 最終投票率：60.09%（前回比：1.28%） （全国投票率：59.86%（2.63%））
| 当落 | 候補者名   | 年齢 | 所属党派   | 新旧 | 得票数    | 得票率 | 惜敗率 | 推薦・支持 | 重複 |
| ---- | ---------- | ---- | ---------- | ---- | --------- | ------ | ------ | ---------- | ---- |
| 当   | 萩生田光一 | 40   | 自由民主党 | 新   | 108,843票 | 44.29% | ――     |            | ○    |
| 比当 | 阿久津幸彦 | 47   | 民主党     | 前   | 106,733票 | 43.43% | 98.06% |            | ○    |
|      | 藤本実     | 34   | 日本共産党 | 新   | 21,407票  | 8.71%  | 19.67% |            |      |
|      | 石橋薫     | 48   | 無所属     | 新   | 8,762票   | 3.57%  | 8.05%  |            | ×    |

- 藤本は2011年7月に行われた山梨県大月市議会議員選挙に立候補し当選。

時の内閣：第1次森内閣 解散日：2000年6月2日 公示日：2000年6月13日
当日有権者数：41万1640人 最終投票率：61.37%（前回比：2.72%） （全国投票率：62.49%（2.84%））
| 当落 | 候補者名   | 年齢 | 所属党派   | 新旧 | 得票数    | 得票率 | 惜敗率 | 推薦・支持 | 重複 |
| ---- | ---------- | ---- | ---------- | ---- | --------- | ------ | ------ | ---------- | ---- |
| 当   | 阿久津幸彦 | 43   | 民主党     | 新   | 106,292票 | 44.49% | ――     |            | ○    |
|      | 小林多門   | 57   | 自由民主党 | 前   | 95,102票  | 39.81% | 89.47% |            | ○    |
|      | 藤本実     | 31   | 日本共産党 | 新   | 37,492票  | 15.69% | 35.27% |            |      |

時の内閣：第1次橋本内閣 解散日：1996年9月27日 公示日：1996年10月8日 最終投票率：58.65% （全国投票率：59.65%（8.11%））
| 当落 | 候補者名   | 年齢 | 所属党派   | 新旧 | 得票数   | 得票率 | 惜敗率 | 推薦・支持 | 重複 |
| ---- | ---------- | ---- | ---------- | ---- | -------- | ------ | ------ | ---------- | ---- |
| 当   | 小林多門   | 53   | 自由民主党 | 新   | 75,061票 | 33.99% | ――     |            | ○    |
|      | 高木陽介   | 36   | 新進党     | 前   | 64,730票 | 29.31% | 86.24% |            |      |
|      | 阿久津幸彦 | 40   | 民主党     | 新   | 50,067票 | 22.67% | 66.70% |            | ○    |
|      | 武山健二郎 | 67   | 日本共産党 | 新   | 30,965票 | 14.02% | 41.25% |            |      |

- 高木は第42回以降、公明党の比例東京ブロック単独候補に転出。